# Hotel Hadsund (bygning)
Hotel Hadsund er en gammel hotelbygning i Hadsund, den blev opført af Lauritz Boldt Sørensen i 1855 oprindeligt en del af den gamle færgegård fra 1825 (nedrevet i 2004). Bygningen er blandt Hadsunds tre ældste bygninger. Bygningen blev i ældre tid omtalt som ”Hadsunds vugge”. Gennem dens historie har den været et symbol for Hadsund, der året før, i 1854 blev grundlagt som handelsplads.  Den er absolut et af byens kendetegn. Efter 152 år med hoteldrift lukkede hotellet i 2009 da det ikke længere kunne gå rundt.
I dag står kun hovedbygningen tilbage, da det var meningen, at hotellet skulle nedrives i 2008, men der kunnes ikke opnås enighed om det. Først i 2010 besluttede kommunen sig for at købe hotellet og bevare det.
Kulturstyrelsen udarbejdede i 2008 en SAVE-registrering af Hotel Hadsund, der fik bygningen op på den fjerde højeste bevaringsværdi. For at fastholde og styrke bygningens værdi er der lavet bestemmelser om, at bygningen ikke må ombygges eller på anden måde ændre udseende uden kommunens tilladelse.
Hovedbygningen blev totalrenoveret i 2012-2013. Hotel Hadsund blev bygget om til et nyt sundheds- og genoptræningscenter. Byggeriet løb op 26 mio. kroner plus moms. Kun de fire ydermure er bevaret af den 165 år gamle hotel hovedbygning. Alt indmad er udskiftet i bygningen. Centeret blev indviet den 4. marts 2013.

## Bygningens anvendelse
| År        | Anvendelse             |
| --------- | ---------------------- |
| 1855-1904 | Hotel Skandinavien     |
| 1904-2009 | Hotel Hadsund          |
| 2013-     | Hadsund Sundhedscenter |

## Galleri
- Hotel Hadsund set fra Vestergade i 1920.
- Hotel Hadsund i 1912
- Hadsund set fra syd, 1878. Hotel Hadsund ses i midten af billedet.
- Hotel Hadsund i 1878.
- Hotel Hadsund i 1916.
- Hotel Hadsund i 1946.
- Hotel Hadsund i 1960'erne.
- Hotel Hadsund set fra Havnegade i 2020.
- Hotel Hadsund set fra Havnearealerne i 2020.